# لوي أغسطس لانج
لوي أغسطس لانج هو سياسي أمريكي، ولد في 1854، وتوفي في 1917. نشط حزبياً في الحزب الديمقراطي. وقد انتخب عضو جمعية ولاية ويسكونسن ‏.